# Souha Bechara
Souha Bechara   (Deir Mimas, 15 de juny de 1967) és un expresa libanesa del centre de detenció de Khiam. El 1988, va intentar assassinar Antoine Lahad, l'aleshores líder de l'Exèrcit del Sud del Líban; posteriorment va ser arrestada i detinguda a la presó de Khiam durant deu anys.

## Primers anys
Bechara va néixer a Deir Mimas (Líban) en el si d'una família cristiana ortodoxa grega. El seu pare, Fawaz, era membre del Partit Comunista Libanès, al qual la mateixa Bechara també es va unir en secret el 1982. Durant l'ocupació israeliana del sud del Líban, va ser activa dins de diversos moviments polítics i militants d'esquerres, com Jammoul i la Unió de la Joventut Democràtica Libanesa.

## Intent d'assassinat
Bechara va deixar la universitat el 1986 i es va unir a la resistència al Líban, moment en el qual va rebre l'encàrrec d'assassinar Lahad. En conseqüència, es va dirigir cap al sud i es va presentar a la família Lahad com a instructora d'aeròbic a la seva dona Minerva. A poc a poc, es va familiaritzar amb els membres de la família i els visitava contínuament. La nit de l'operació, el 17 de novembre de 1988, l'esposa de Lahad va convidar Bechara a prendre el te. Bechara va acceptar la invitació i es va quedar fins a l'arribada de Lahad. Mentre feia les seves pertinences i marxava, Bechara va disparar dues vegades Lahad amb un revòlver de 5,45 mm. Li van disparar una vegada al pit i una altra a l'espatlla, i Bechara va llençar l'arma abans que els seus guardaespatlles la detinguessin.
Lahad va ser traslladat d'urgència a un hospital i hi va passar vuit setmanes, patint greus complicacions de salut. El seu braç esquerre estava paralitzat. Bechara va ser detinguda pels guàrdies de seguretat a la casa i la van dur a Israel breument, on va ser interrogada i colpejada. Després va ser portada a la presó de Khiam durant deu anys, sense ser acusada ni jutjada. Va patir tortures per descàrrega elèctrica i sis anys d'aïllament en una petita cel·la.
Bechara va ser alliberada el 3 de setembre de 1998, després d'una campanya de suport de diferents organitzacions libaneses i europees.

## Vida privada
Després del seu alliberament, Bechara es va traslladar a França i després a Ginebra, on es va casar amb un nacional suís, amb qui té dos fills. També ha treballat amb el Collectif Urgence Palestine–Genève.

### Publicacions
L'any 2000, va publicar la seva autobiografia, Résistante, on relata la seva vida primerenca i els seus anys a la presó. El 2011, Bechara va publicar una altra autobiografia. La seva coautora, Cosette Elias Ibrahim, és una periodista libanesa que també va ser detinguda a la presó de Khiam. Va ser alliberada el 22 de maig de 2000, quan Israel es va retirar del sud del Líban i les forces de l'exèrcit del sud del Líban van abandonar la presó de Khiam.
Parts de la història de Bechara es van utilitzar a l'obra de teatre de 2003 Incendis de Wajdi Mouawad, que Denis Villeneuve va adaptar a la pantalla gran a la seva pel·lícula homònima de 2010.